# Christian Merveille
Vous pouvez aider à l'améliorer ou bien discuter des problèmes sur sa page de discussion.
- Il ne cite pas suffisamment ses sources. Vous pouvez indiquer les passages à sourcer avec {{référence nécessaire}} ou {{Référence souhaitée}}, et inclure les références utiles en les liant aux notes de bas de page. (Marqué depuis avril 2024)
- Certaines informations devraient être mieux reliées aux sources mentionnées dans la bibliographie ou les liens externes. Améliorez sa vérifiabilité en les associant par des références. (Marqué depuis avril 2024)
- Il contient une ou plusieurs listes. Le texte gagnerait à être rédigé sous la forme d’un ou plusieurs paragraphes synthétiques, afin d’être plus agréable à lire. (Marqué depuis avril 2024)

- Archive Wikiwix
- Bing
- Cairn
- DuckDuckGo
- E. Universalis
- Gallica
- Google
- G. Books
- G. News
- G. Scholar
- Persée
- Qwant
- (zh) Baidu
- (ru) Yandex
- (wd) trouver des œuvres sur Wikidata

Pour les articles homonymes, voir Merveille.
Christian Merveille est un chanteur, auteur-compositeur-interprète et écrivain belge pour enfants né le 7 décembre 1949 à Ixelles. Il a obtenu le prix SABAM pour l’ensemble de son œuvre.

## Biographie
Les événements de mai 1968 le bouleversent durablement : « Je suis né à cette date-là. C’est comme si on était soudain passé du noir et blanc à la couleur... et je vis toujours dans cet éclat-là! »
En 1972, il est instituteur, à Saint-Gilles puis rapidement à Waterloo où il enseignera plusieurs années. Sa pédagogie passe beaucoup par la chanson pour enfants. Et pour répondre à l’imaginaire débordant de ses élèves, il se met aussi à inventer des chansons. Il collabore peu à peu à la radio scolaire et à Radio Pirate RTBF.
Sa fille, Anne-Sophie, naît en 1977. Son fils, Thomas, naît en 1981.
En 1984, il est instituteur et ensuite directeur à l'Institut Sainte-Marie à Saint-Gilles, il se met en congé pour se consacrer à la chanson et partager son expérience du jeune public depuis 1983.
En 1992, il devient chanteur, il enregistre entre avril et juin un album intitulé Et après.... Composé principalement de chansons pour enfants comme Et après, et après..., Ne joue pas cet air là... , Chansons pour danser et Bonnet sans tête.
En 2001, il traverse les Andes à vélo avec deux amis.
En 2004, il est aussi le parrain de l'École communale de Folx-les-Caves qui porte son nom.
En 2010, il fait une tournée d'adieu à la scène.
Il est également l'auteur d'ouvrages illustrés. Il vit actuellement et depuis de nombreuses années à Braine-l'Alleud. Il participe activement à l'association Autre chose pour rêver qui promeut en Belgique la chanson pour jeune public.

## Ouvrages
- L’œuf de crocodile, texte de Christian Merveille, ill. de  Marie-José Sacré, Casterman, 1991
- Virginie Vertonghen a illustré cinq livres pour enfants avec des textes de Christian Merveille : 
  - Ne sors pas, petit cochon ! (2000)
  - Et alors, le loup ? (2001)
  - Mais pourquoi le bœuf ? (2002)
  - C'est moi maman !
  - C'est moi papa ! (2007).
- Thomas et Christian Merveille ont publié un livre de photos sur le thème de la Chine (textes de Christian Merveille) avec Le Livre en papier.
  - Clic Clac en Chine, 2017, Ed. Bruizarre